# شانتال ستراند
شانتال ستراند هي مغنية وممثلة كندية، ولدت في 15 أكتوبر 1987 في فانكوفر في كندا.

## أعمال

### مسلسلات
- صابرينا

## وصلات خارجية
- شانتال ستراند على موقع IMDb (الإنجليزية)
- شانتال ستراند على موقع ميوزك برينز (الإنجليزية)
- شانتال ستراند على موقع قاعدة بيانات الفيلم (الإنجليزية)
- شانتال ستراند على موقع ANN person (الإنجليزية)